# Springfield, West Virginia
Springfield är en ort i Hampshire County i delstaten West Virginia, USA.